# Benoît de Maillet
Benoît de Maillet (Saint-Mihiel, 12 de abril de 1656 - Marsella, 30 de enero de 1738) fue un diplomático e historiador natural que realizó varios viajes alrededor del Mediterráneo. Fue cónsul general de Francia en El Cairo y supervisor en el Levante. Formuló una hipótesis evolutiva para explicar el origen de la Tierra y sus elementos.
Las observaciones geológicas de De Maillet lo convencieron de que la Tierra no pudo haber sido creada en un instante porque las características de la corteza indican un desarrollo lento por procesos naturales. También creía que las criaturas de la tierra derivaban en última instancia de las criaturas que vivían en los mares. Creía en el origen natural del hombre y estimó que el desarrollo de la Tierra tardó dos mil millones de años. 

## Vida
De Maillet era un noble de Lorena, nacido en una distinguida familia católica . No asistió a la universidad, pero recibió una excelente educación clásica. De Maillet estaba interesado en la geología y la historia natural, y aprovechó sus viajes para hacer observaciones. Fue cónsul general francés en El Cairo (1692-1708), período durante el cual estudió las pirámides egipcias, y en Livorno ( 1712–1717 ). Fue supervisor francés en el Levante y los estados de Berbería desde 1715 hasta su jubilación.

## Publicación deTelliamed
Su obra principal, Telliamed (su propio nombre al revés), se basó en manuscritos confeccionados entre 1722 y 1732  y se publicó después de su muerte en 1748.   El texto impreso fue el resultado de diez años de edición por parte del abad Jean Baptiste de Mascrier en un intento de reconciliar el sistema propuesto con el dogma de la Iglesia Católica. De Maillet confió en él a pesar de que había hecho un mal trabajo editando su libro anterior, Description de l'Egypte (1735). Como resultado de los retoques de Mascrier, ninguna de las ediciones impresas representa con precisión la obra de De Maillet, aunque la mejor es la tercera y última edición, publicada en La Haya y París en 1755, que incluye la única biografía conocida de De Maillet. 
Como resultado del asiduo trabajo textual de Neubert,  quien comparó en detalle el texto de la tercera edición con el contenido de los manuscritos copiados, es posible decir que la edición de 1755 se diferenciaba de los manuscritos por:
1. Adiciones y modificaciones de contenidos originarios de Benoit por Mascrier.

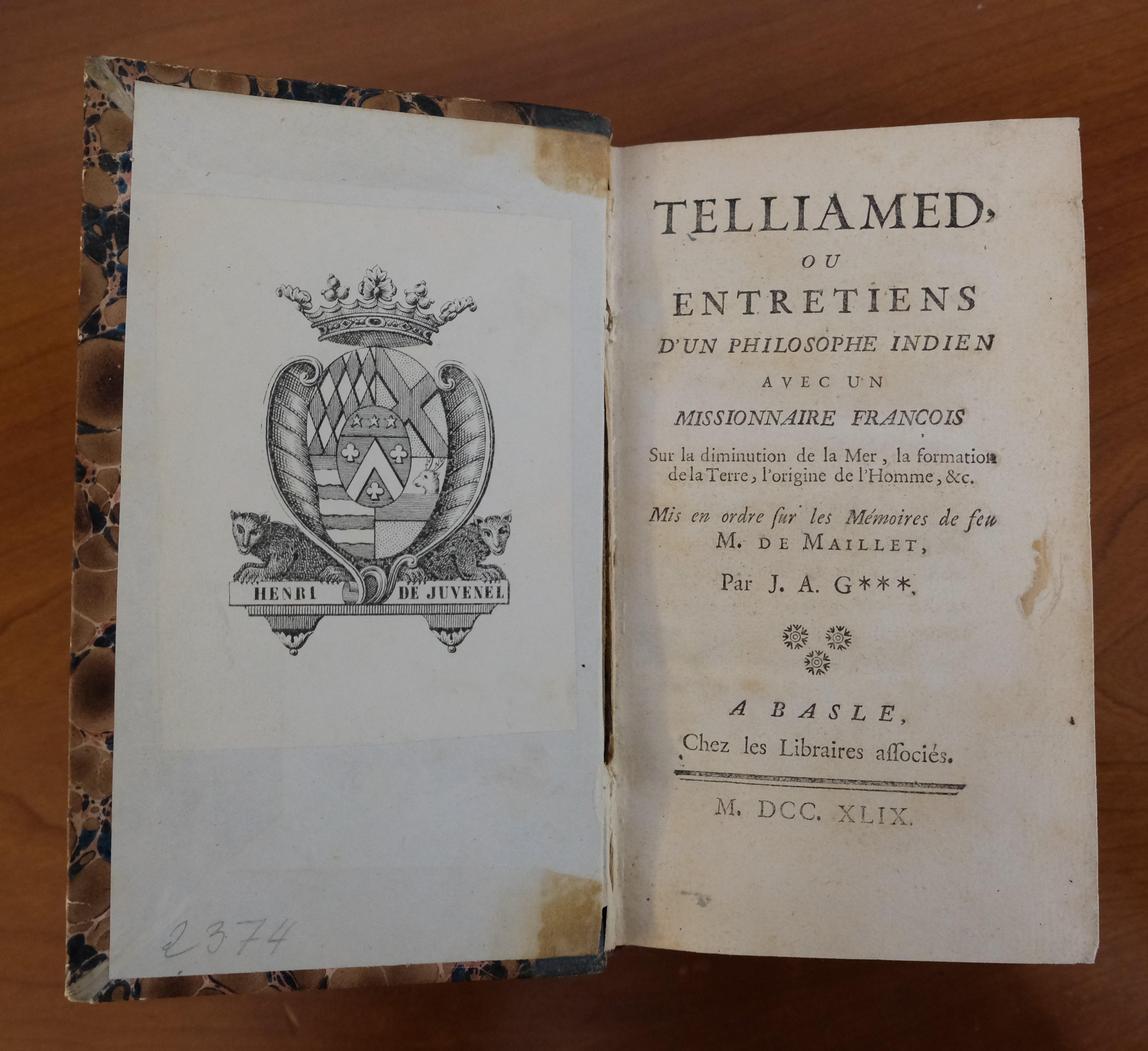
Portada y frontispicio de "Telliamed" (1749)

 2. Adiciones y modificaciones de contenido introducidas por Mascrier, que a menudo contradicen las ideas de Maillet.

3. Modificaciones en la disposición general, reorganización de partes y cambios en las notas a pie de página de Mascrier para lograr un mayor ajuste con Entretiens sur la pluralité des mondes de Fontanelle.

4. Otras modificaciones, generalmente de carácter trivial, que son de origen desconocido.
Con esta información como punto de partida, ha sido posible reconstruir en gran medida el contenido original de De Maillet. La traducción presentada en la edición de 1968 no es una simple reimpresión. Las notas extensas contienen explicaciones, comentarios y variaciones entre las fuentes. Esta edición se convierte así en la base de cualquier análisis de las ideas de Maillet.
El "filósofo indio" expresa las opiniones del propio De Maillet. El recurso es transparentemente obvio, pero comprensible porque el filósofo contradice la palabra literal de la Biblia en un momento en que esto todavía implicaba cierto riesgo para su persona y su sustento. El retraso en la publicación también puede interpretarse del mismo modo, protegiendo al autor y luego protegiendo al editor, dándole tiempo a este último para suavizar el golpe diluyendo las ideas de Maillet.

## El argumento
Se trataba, en esencia, de una teoría ultraneptuniana de la Tierra, y se basaba en gran medida en los trabajos de campo geológicos realizados durante sus viajes por Egipto y otros países mediterráneos. Se basa esencialmente en procesos hoy conocidos como sedimentación, excluyendo todos los demás agentes geológicos o geomorfológicos salvo algunos aspectos menores de la meteorización . La obra, por tanto, parece moderna cuando toca la sedimentación, pero fantástica cuando toca otros campos. De Maillet observó, pero no siempre comprendió, todos los principales tipos de rocas que forman la corteza terrestre.
A partir de la observación de conchas fosilizadas incrustadas en rocas sedimentarias en montañas muy por encima del nivel del mar, de Maillet reconoció la verdadera naturaleza de los fósiles . Sin apreciar que la tierra podía elevarse, concluyó que la Tierra originalmente había estado completamente cubierta por agua (una teoría de René Descartes ), que desde entonces se había perdido gradualmente en el vórtice. De Maillet calculó una tasa de caída del nivel del mar de aproximadamente tres pulgadas por siglo a partir de sitios donde los antiguos puertos estaban ahora por encima del nivel del mar. Trabajando hasta las montañas más altas, llegó a una cifra de 2.400 millones de años para la edad de la Tierra, por lo que pensó que era bastante razonable aceptar que habían pasado al menos 2.000 millones de años desde que la Tierra estuvo cubierta de agua. Por supuesto, este intento tiene varios fallos, pero contiene la semilla del verdadero progreso. Vio la importancia de los procesos naturales lentos que operan durante largos períodos de tiempo, formando y dando forma a la Tierra. Introdujo la idea de que la Tierra podría tener miles de millones de años, algo que incluso un siglo y medio después de su muerte habría sido negado. 
La idea de De Maillet sobre la biología tenía una base similar. Pensaba que la vida había comenzado en el agua, después del surgimiento de las montañas más altas, pero antes de los continentes. Él cree que la vida surgió en las aguas poco profundas que rodeaban la primera tierra. La vida marina, peces, mariscos, algas, se diversificaron y sus restos fueron cubiertos de sedimentos y se convirtieron en rocas secundarias depositadas en las laderas de montañas primitivas. Cuando los continentes emergieron del agua, también lo hicieron los organismos marinos. De las algas se desarrollaron los árboles y los arbustos, y de los peces voladores surgieron las aves. En ese sentido el desarrollo de la especie humana habría comenzado como pez.
El contexto de este pensamiento protoevolutivo es la creencia de De Maillet de que el espacio contenía las semillas de la vida, esporas invisibles siempre disponibles para ser sembradas. Esta teoría del origen de la vida se llama panspermia . La observación realmente importante que hizo fue que las capas inferiores de rocas sedimentarias contenían animales y plantas diferentes a los de hoy, y algunos tipos que eran irreconocibles. Él reconoció que se trataba de una cuestión crítica y ofreció varias explicaciones, ninguna de las cuales alcanza la idea actual de la evolución. 
Las ideas de De Maillet sobre la historia de la humanidad son una de las partes más débiles de su concepción. Incorpora una serie de mitos y tradiciones que son incorrectos. Su sistema de cálculo del tiempo no funciona porque no hay restos humanos en el tipo de rocas sedimentarias que examinó. Él cree que el hombre tiene una larga historia, que se originó en el agua y se convirtió en un animal terrestre. Si bien reconoce el problema que los seres humanos no parezcan criaturas marinas, no provee explicaciones satisfactorias para esto. Parte de su hipótesis se basó en interpretar los restos de veretbrados cenozoicos como humanos primitivos y los troncos silicificados en depósitos fluviocontinentales como barcos petrificados (como hizo Steno). Combinando esto con una correcta comprensión de los artefactos de las Edades del Hierro y del Bronce.